# Policenauts
Policenauts (ポリスノーツ?, Porisunōtsu) è un'avventura grafica di genere fantascientifico, scritta e diretta da Hideo Kojima, e pubblicata dalla Konami. Il titolo è stato inizialmente pubblicato per PC-9821 nel 1994, a cui è seguito un remake per 3DO nel 1995, ed un altro per PlayStation e Sega Saturn nel 1996. Il videogioco non è stato mai ufficialmente pubblicato al di fuori del Giappone, nonostante ci fossero progetti per una conversione in lingua inglese della versione per Saturn e un talentuoso team di traduzioni noto come Junker sia riuscito a concepire dopo un periodo di 4-5 anni una patch in inglese. Il gioco è stato uno dei primi a fare largo uso del doppiaggio.
Policenauts, come Snatcher in precedenza, rende omaggio a lavori preesistenti. Il primo e più ovvio è la somiglianza che intercorre fra Ed Brown e Jonathan Ingram (i protagonisti) e Riggs e Murtaugh, protagonisti della serie di film Arma letale. Inoltre il titolo fa alcuni riferimenti alla leggenda giapponese di Urashima Tarō. Il videogioco ruota intorno ad un detective che viaggia su una colonia spaziale per investigare riguardo alle circostanze che hanno portato alla scomparsa della sua ex-moglie ed al suo nuovo marito.

## Trama
Jonathan Ingram è un ex membro del gruppo dei Policenauts, agenti di polizia in tuta da astronauta assegnati alla prima colonia spaziale orbitante della terra: Beyond. Il giorno in cui Jonathan venne creduto morto, egli stava testando una nuova tuta spaziale quando per errore viene sbalzato nel cosmo. 25 anni dopo si scopre invece che grazie al modulo di ibernazione della sua tuta è riuscito a sopravvivere e viene così riportato a casa. Il mondo andò avanti senza di lui, ma non invecchiò a causa dell'ibernazione e quindi dimostra l'età che aveva 25 anni prima.
Tre anni dopo dirige un'agenzia di investigazione privata a Los Angeles quando i fantasmi del passato tornano a tormentarlo: sua moglie Lorraine, vissuta su Beyond fino ad allora, viene sulla Terra per chiedergli aiuto.
Data la presunta morte del marito, Lorraine si rifece una vita, sposando un certo Hojo, sparito però misteriosamente; le autorità non hanno fatto progressi, cosicché la moglie non avrebbe saputo a chi rivolgersi se non all'ex marito, il quale rimane titubante sull'accettare o meno il lavoro.
A fargli cambiare idea sarà un fatto appena successivo: un misterioso killer in motocicletta uccide Lorraine davanti agli occhi di Jonathan e scompare nella notte.
Comincia così il viaggio di Jonathan verso Beyond per fare luce sull'assassinio della donna e la sparizione di suo marito.

## Rilasci e differenze
Il titolo venne rilasciato su differenti macchine e con alcune differenze tra le relative versioni.
La prima versione rilasciata fu per PC-9821 il 29 luglio 1994
Questa versione venne rilasciata senza i sottotitoli per evocare un'atmosfera cinematografica, ma successivamente al rilascio Kojima ha ricevuto una lettera da un giocatore con problemi di udito, sconvolto dal fatto che giochi moderni come Policenauts con la sua tecnologia CD-ROM stessero sostituendo il testo del gioco con il discorso vero e proprio. A seguito di tale lettera i sottotitoli vennero ripristinati per le versioni successive in modo da soddisfare i giocatori.
Il primo porting è stato per 3DO Interactive Multiplayer e rilasciato il 29 settembre 1995.
Per questa versione venne rilasciata una breve demo il 21 aprile 1995 chiamata "Pilot Disk", munita di un glossario del gioco, grafica e documenti di progettazione.
A partire da questa versione e per tutte le successive per altre console subiscono un calo della risoluzione del display e utilizzavano video in full motion di nuova animazione in contrasto con le immagini fisse animate utilizzate nella versione PC. Le immagini sono state animate da Anime International Company utilizzando le tradizionali tecniche di animazione cel.
Il secondo porting si ha per la PlayStation e venne rilasciato il 19 gennaio 1996. Contemporaneamente è stato rilasciato un disco bonus chiamato "Policenauts Private Collection" che ha la maggior parte degli stessi contenuti dei bonus del "Pilot Disk" per 3DO, ma arricchito con storyboard e sceneggiatura del gioco, oltre a segmenti di ripresa selezionati dal gioco principale.
I video in full motion in questa versione hanno solo 15 fotogrammi al secondo (FPS) rispetto ai 24 del 3DO. inoltre vennero rimosse anche alcuni dettagli della storia che suggerivano sottotrame.
Questo porting venne avviato mentre Konami stava ancora sviluppando Policenauts per PC-9821. A differenza dei giochi per computer, Sony e altri produttori di console hanno eseguito test di qualità sui giochi per le loro console per verificare la presenza di bug e valutare il contenuto del gioco. Durante la valutazione di Policenauts, Shuhei Yoshida della Sony Computer Entertainment ha detto a Kojima che stavano discutendo dell'entità del movimento del seno nel gioco.
Questa versione è stata ripubblicata il 7 agosto 2003 tramite il negozio online di Konami, ed è stata ripubblicata digitalmente su PlayStation Store il 14 maggio 2008.
L'ultimo porting è per Sega Saturn, rilasciato il 13 settembre 1996.
La versione viene fornita confezionata in un cofanetto contenente la custodia del gioco stessa e un artbook rilegato.
Include anche alcune scene aggiuntive e alcuni dettagli della storia modificati, ripristinando alcuni contenuti che erano stati censurati o rimossi nella versione PlayStation. Kojima ha insistito sul fatto che il porting per Saturn dovesse mantenere la fedeltà video, mantenendo i 24 FPS originali del 3DO e non utilizzando la codifica Cinepak
Il porting include anche il supporto per le pistole ottiche, un concetto che Kojima aveva sin dall'inizio del porting per Saturn, con la speranza che i giocatori provassero più emozioni usando la pistola in Policenauts, piuttosto che in giochi come Lethal Enforcers (1992) che secondo lui non evocavano emozioni.
La versione Saturn ha anche alcuni dei contenuti presenti nei dischi bonus Pilot Disk e Private Collection rilasciati sulle console precedenti, come alcuni video di making-of e un'intervista con la doppiatrice Kikuko Inoue (sbloccata dopo aver completato il gioco una volta), così come il glossario, che ora è accessibile durante il gioco, consentendo ai giocatori di cercare le parole chiave ogni volta che vengono utilizzate per la prima volta nella storia.